# Intimate (Webserie)
INTIMATE. ist eine deutsche Webserie von und für Jugendliche. Die Serie wurde zwischen 2017 und 2020 bei YouTube veröffentlicht.
2023 wurde die Webserie für die gleichnamige Fernsehserie auf ProSieben adaptiert. Vor dem Casting dafür wurden die 15 Folgen offline genommen. Damit sollte verhindert werden, dass angefragte Schauspieler von der laut eigener Aussage nicht so guten Dramaturgie der alten Folgen abgeschreckt werden.

## Inhalt
In der Webserie geht es darum, dass sechs Jugendliche ihre peinlichsten, aufregendsten und verrücktesten Momente aus dem Leben erzählen. Gedreht wurden die einzelnen Folgen in Hamburg und Umgebung.

## Besetzung
Hauptbesetzung
| Darsteller      | Folgen      | Zeitraum  | Anmerkungen                                                     |
| --------------- | ----------- | --------- | --------------------------------------------------------------- |
| Bruno Alexander | 1–15        | 2017–2020 |                                                                 |
| Emil Belton     | 1–15        | 2017–2020 |                                                                 |
| Oskar Belton    | 1–15        | 2017–2020 |                                                                 |
| Leonard Fuchs   | 1–15        | 2017–2020 | außer Folge 4; auch als Leo Fuchs und Leonard Manolo aufgeführt |
| Max Mattis      | 3–15        | 2017–2020 |                                                                 |
| Luis Lauschner  | 1–10, 14–15 | 2017–2020 | ab Folge 11 nicht mehr im Vorspann                              |

Nebendarsteller
In späteren Folgen spielten oft Gaststars mit.
| Darsteller          | Folge       | Zeitraum | Anmerkungen |
| ------------------- | ----------- | -------- | ----------- |
| Friedrich Belton    | Folge 6     | 2020     |             |
| Valentin Gaulin     | Folge 6     | 2020     |             |
| Marc Andre Jourdan  | Folge 6     | 2020     |             |
| Matthias Ribbe      | Folge 6     | 2020     |             |
| Patrick Dreikauss   | Folgen 6, 7 | 2020     |             |
| Lennard J. Leopold  | Folge 7     | 2020     |             |
| Emilia Wellbrock    | Folge 7     | 2020     |             |
| Allina Wellbrock    | Folge 7     | 2020     |             |
| Milan Peschel       | Folge 7     | 2020     |             |
| Til Schweiger       | Folge 7     | 2020     |             |
| Jan Josef Liefers   | Folge 8     | 2020     |             |
| Lea Zoë Voss        | Folge 8     | 2020     |             |
| Julie Pecquet       | Folge 8     | 2020     |             |
| Katharina Schüttler | Folge 8     | 2020     |             |
| Alexander Wipprecht | Folge 8     | 2020     |             |
| Charlotte Marz      | Folge 8     | 2020     |             |

## Produktionsstab
- Regie: Bruno Alexander, Emil Belton, Oskar Belton, Leonard Fuchs, Max Mattis, Luis Lauschner
- Schnitt: Bruno Alexander, Emil Belton, Oskar Belton, Luis Lauschner
- Kamera: Adrian Taubenheim (+Colour Grading), Johannes Fielers